# Derinkuyu (ondergrondse stad)

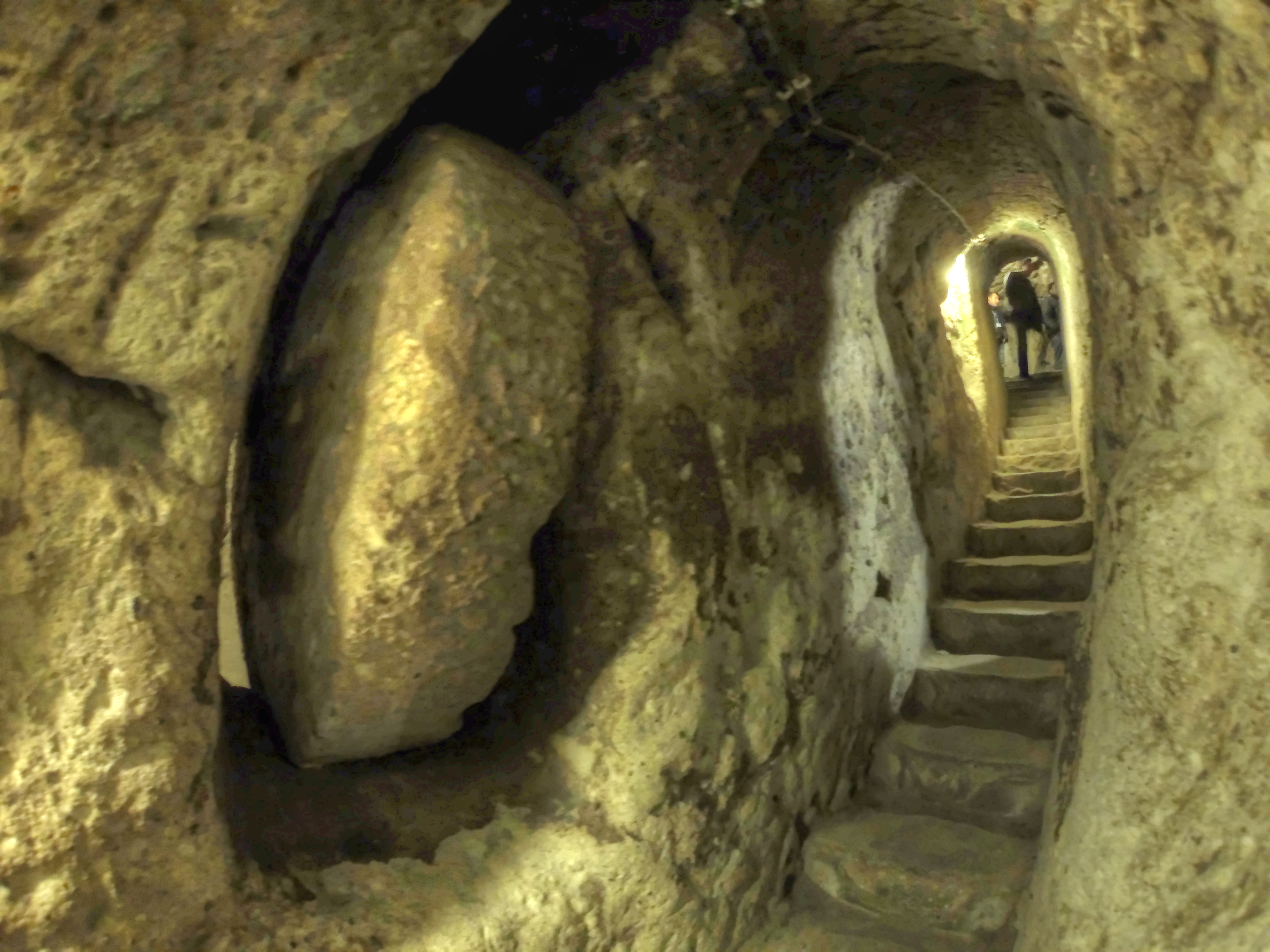
Een doorgang in de onderaardse stad, met 'molensteendeur'.

Derinkuyu is een onderaardse stad onder de moderne stad Derinkuyu in het district Derinkuyu in de provincie nevşehir in Turkije. De onderaardse stad is volgens archeologen 3500 jaar oud en bood plaats aan ongeveer 35.000 tot 50.000 mensen.

## Ontdekking
De stad werd in 1963 bij toeval herontdekt. Een man renoveerde toen zijn woning en sloopte een muur. Daarbij kwam een tunnel bloot, die leidde naar de ondergrondse stad.

## Beschrijving van het complex
Acht verdiepingen zijn open voor publiek, maar er zijn afgesloten niveaus onder. Er zijn tot 80 meter onder de grond tunnels, trappen, kamers, monolithische zuilen, galerijen, ventilatieschachten en megalithische deuren in de vorm van molenstenen, 1,5 tot 1,8 meter in diameter. Deze konden voor de ingangen worden gerold. Het gebied strekt zich uit over een oppervlakte van meer dan 4 km².
Een ondergrondse tunnel met een lengte van verscheidene kilometers verbindt Derinkuyu met een soortgelijk hypogeum in Kaymakli. Tussen Kayseri en Nevşehir zijn wel 200 dergelijke ondergrondse complexen gevonden, zoals het grootste, het hypogeum van Nevşehir in 2014.

## Geschiedenis
Volgens een theorie zouden Phrygiërs in de 7e en 8e eeuw voor Christus zijn begonnen natuurlijke grotten en tunnels die al bestonden in de vulkanische rotsbodem verder uit te hakken voor voorraadruimte en schuilplaatsen. Grieks sprekende christenen zouden in de Romeinse tijd de ondergrondse ruimten hebben ontwikkeld en uitgebreid. Het waren schuilplaatsen in de Byzantijnse tijd (8e tot 12e eeuw) toen er oorlogen waren met geïslamiseerde Arabieren en toen er in de 14e eeuw Mongoolse invasies waren. Critici betwijfelen deze theorie over het ontstaan van de ruimtes, gezien er op de plaats waar deze ondergrondse stad zich bevindt, geen militaire afzettingen waren tot na 1830. Later probeerden Griekse christenen er tot de 20e eeuw uit de handen van Turkse moslimheersers te blijven. 